# پرستون (تگزاس)
پرستون (به انگلیسی: Preston) یک منطقهٔ مسکونی در ایالات متحده آمریکا است که در شهرستان گریسون، تگزاس واقع شده‌است. پرستون ۲۱٫۱ کیلومتر مربع مساحت و ۲٬۰۹۶ نفر جمعیت دارد و ۲۱۵٫۸ متر بالاتر از سطح دریا واقع شده‌است.